# Cabinet of Saint Vincent and the Grenadines
Das Kabinett von Saint Vincent und den Grenadinen (englisch Cabinet of Saint Vincent and the Grenadines) ist das Kollegium der führenden Politiker und Beamten von St. Vincent und den Grenadinen. Es wird ernannt durch den Premierminister.

## Kabinett Gonsalves V (seit 2020)
| Generalgouverneur | Susan Dougan        |
| Premierminister | Ralph Gonsalves     |
| Stellvertretender Premierminister                                                                                           | Montgomery Daniel   |
| Attorney General | Jaundy Martin       |
| Minister of Agriculture, Forestry, Fisheries, Rural Transformation, Industry & Labour                                       | Saboto Caesar       |
| Minister of Public Service, Consumer Affairs and Sports                                                                     | Frederick Stevenson |
| Minister of Health, Wellness and the Environment                                                                            | St. Clair Prince    |
| Minister of Finance, Economic Planning and Information Technology                                                           | Camillo Gonsalves   |
| Minister of Urban Development, Energy, Airports, Seaports, Grenadines Affairs and Local Government                          | Julian Francis      |
| Minister of National Mobilization, Social Development, Family, Gender Affairs, Youth, Housing and Informal Human Settlement | Orando Brewster     |
| Minister of Education | Curtis King         |
| Minister of Tourism, Civil Aviation, Sustainable Development and Culture                                                    | Carlos James        |

## Kabinett Gosalves III (2010–2015)
Am 28. März 2012 bestand das Kabinett in folgender Zusammensetzung:
| Generalgouverneur                                                                                     | Frederick Ballantyne   |
| Premierminister                                                                                       | Ralph Gonsalves        |
| Deputy Prime Minister                                                                                 | Girlyn Miguel          |
| Minister of Agriculture, Industry, Forestry, Fisheries, & Rural Transformation                        | Saboto Caesar          |
| Minister of Education                                                                                 | Girlyn Miguel          |
| Minister of Finance                                                                                   | Ralph Gonsalves        |
| Minister of Foreign Affairs, Foreign Trade, & Consumer Affairs                                        | Douglas Slater         |
| Minister of Grenadines Affairs                                                                        | Ralph Gonsalves        |
| Minister of Health, Wellness, & the Environment                                                       | Clayton Burgin         |
| Minister of Housing, Informal Human Settlements, Lands & Surveys, & Physical Planning                 | Montgomery Daniel      |
| Minister of National Mobilization, Social Development, the Family, Persons With Disabilities, & Youth | Frederick Stevenson    |
| Minister of National Reconciliation, the Public Service, Labor, Information, & Ecclesiastical Affairs | Maxwell Charles        |
| Minister of National Security                                                                         | Ralph Gonsalves        |
| Minister of Tourism, Sports, & Culture                                                                | Cecil McKie            |
| Minister of Transport, Works, Urban Development, & Local Govt                                         | Julian Francis         |
| Attorney General                                                                                      | Judith Jones-Morgan    |
| Ambassador to the US                                                                                  | La Celia Aritha Prince |
| Permanent Representatives of Saint Vincent and the Grenadines to the United Nations                   | Camillo Gonsalves      |